# Daruvarske toplice
Daruvarske toplice – hrvatske toplice u gradu Daruvaru u Bjelovarsko-bilogorskoj županiji.
Na ovom mjestu bilo je središte panonsko-keltskoga plemena Jasa. Rimljani su ovdje imali terme u 2. stoljeću. Nazvali su ih: lat. Aquae Balissae (hrv. jaka vrela). Imali su vruće, tople i hladne kupke i zasebne prostorije za masažu i saunu. Vjeruje se, da su Aquae Balissae posjetili rimski carevi Hadrijan, Komod i Konstantin Veliki. 
Terme su koristili Osmanlije za vrijeme svojih pohoda. Austrijska carica Marija Terezija područje Daruvarskih toplica dala je grofu Antunu Jankoviću 1765. godine. Grof je dao sagraditi nove bazene i zgrade. Ovdje se liječilo austrougarsko plemstvo.
Postoji nekoliko izvora termalne vode od 39° do 47 °C. U kemijskom sastavu predvladavaju kalcij i magnezij te hidrogenkarbonati. Kapacitet izvora je oko 30 l/sek. Uz termalne izvore nalazi se i mineralno blato, koje se također koristi za liječenje.
U sklopu Daruvarskih toplica postoji Specijalna bolnica za medicinsku rehabilitaciju. Najviše se liječe reumatske bolesti i ginekološke bolesti te se provodi medicinska rehabilitacija te programi odmora i rekreacije. U sklopu Daruvarskih toplica nalaze se zatvoreni i otvoreni bazen s termalnom vodom, hotel "Termal", objekt "Arcadia" te mnogo raznih terena za šport i rekreaciju (gimnastička dvorana, tereni za tenis, kuglana, nogometno igralište i dr.)
Oko objekata je vrijedan Julijev park, u kojem se posebno ističe staro zaštićeno stablo ginka, koje je jedina zaštećena prirodna vrijednost u Bjelovarsko-bilogorskoj županiji. U parku se nalaze skulpture "Ždrala" (simbol Daruvara) i "Kupačice" ili "Goje Maje". Skulptura "Kupačica", jedan od najranijih radova kipara Antuna Augustinčića izrađena 1927. u bronci. Nalazi se od 1956. u Daruvarskim toplicama, a tamo je postavljena kao simbol plodnosti žene. Tadašnji gradski oci i čelnici Daruvarskih toplica, u želji da kupališni park oplemene skulpturom, došli su u kiparev atelje u Klanjec te su uspjeli za mali novac kupiti skulpturu koja je navodno stajala u kutu dvorišta, prljava i prekrivena otpadnom daskom.